# 福岡お役立ち情報バラエティたくなる
『福岡お役立ち情報バラエティたくなる』は、2023年4月22日よりTVQ九州放送（テレQ）で毎週土曜 18:55 - 20:00（JST）に放送されている情報・バラエティ番組である。通称は『たくなる』。

## 概要
同枠の前番組『土曜の夜は!おとななテレビ』に代わる新しい番組で、毎回パラシュート部隊、ブルーリバーがおすすめの麵類をかけて対決する今週のイチ麺と、毎回様々な事柄を扱う特集枠の2つから構成される。
番組スタート時より、TVer・ネットもテレ東でも配信されている（都合により、放送日の翌日21時より配信）。

## 出演者
レギュラー
- パラシュート部隊（斉藤優、矢野ぺぺ）
- ブルーリバー（川原豪介、青木淳也）
- 中上真亜子
- 小雪

レポーター
※レギュラー出演者が居ない際の代役も務める。
- 石本愛
- チムニー（岡村永遠、原健太郎）
- 光ママ（しゃかりき）

など
ナレーター
- 菊地祐馬
- 岡田桃佳（TVQアナウンサー）

## テーマ曲
- クラムボン『Rough & Laugh』

## 放送リスト
放送リスト